# 蕉森鶯

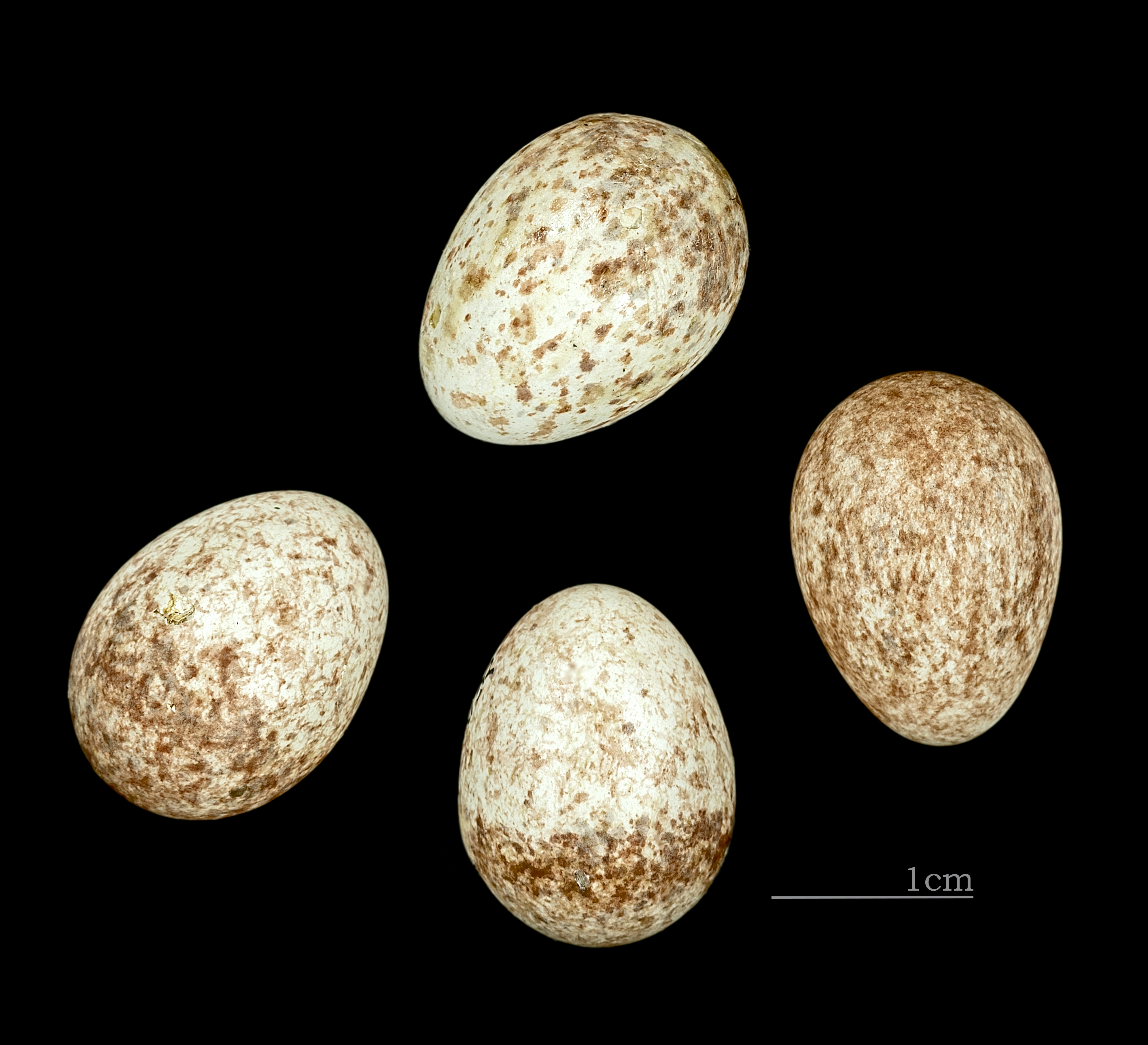
Coereba flaveola

，是雀形目唐纳雀科的一种鸟类，属于单型的曲嘴森莺属（学名：Coereba），有時亦被划分为单独的蕉森鶯科（学名：Coerebidae）。它分布於西印度群岛和墨西哥南部。蕉森鶯長度僅十多公分，食物為花蜜、昆虫和果实，有白眉，肚子為黄色。它有41个亚种。

## 特征
它是一种小型鸟类，虽然不同亚种之间有所差异，但体长一般都在4至5英寸（10至13 cm）之间，重5.5至19 g（0.19至0.67 oz）。

## 外部連結
- Tsuru-bird.net （页面存档备份，存于）, Bananaquit Images Copyright 2009 - Monte M. Taylor （页面存档备份，存于）
- Bananaquit videos on the Internet Bird Collection
- Stamps （页面存档备份，存于） (with RangeMap)
- Saint Barth Fauna & Flora （法文）
- Photo-Medium Res; Article chandra.as.utexas.edu
- Bananaquit photo gallery （页面存档备份，存于） VIREO
- Bananaquit sounds on xeno-canto.org
- List of Bananaquit videos[永久] on an Internet video search engine (video)